# Sara Carić
Sara Carić (in serbo Сара Царић?; Kovin, 1º febbraio 2001) è una pallavolista serba, opposto del PTT.

## Carriera

### Club
Esordisce in Superliga, massimo campionato serbo, nell'annata 2016-17 con la maglia del Vizura, dove rimane quattro stagioni conquistando due titoli nazionali e due supercoppe prima di trasferirsi, a partire dal campionato 2020-21, nel TENT
.
Dopo un biennio nel club di Obrenovac, nella stagione 2022-23 è impegnata per la prima volta all'estero, approdando in Turchia per disputare la Sultanlar Ligi con la maglia del PTT.

### Nazionale
Dopo aver effettuato la trafila nelle selezioni giovanili serbe, nel 2021 ottiene le prime convocazioni in nazionale maggiore con cui ottiene il secondo posto al campionato europeo.

## Palmarès

### Club
- Campionato serbo: 2

2016-17, 2017-18
- Supercoppa serba: 2

2017, 2018